# Callie Hernandez
Callie Hernandez (24 mei 1988) is een Amerikaanse actrice.

## Biografie
Callie Hernandez bracht haar jeugd door op verschillende plaatsen. Zo woonde ze met haar familie in New Orleans, het Middenwesten en op verschillende plaatsen in de staat Texas, waaronder San Antonio. Op zestienjarige leeftijd verhuisde ze naar Austin (Texas).
In haar jeugd speelde ze cello en maakte ze deel uit van verschillende bands. Haar vader was een alternatieve geneesheer.

### Acteercarrière
In 2012 verhuisde Hernandez naar New York om een acteercarrière uit te bouwen. Een jaar later had ze een bijrol in Machete Kills (2013) van regisseur Robert Rodriguez, met wie ze nadien ook samenwerkte aan de serie From Dusk Till Dawn: The Series (2014) en Sin City: A Dame to Kill For (2014).
Haar doorbraak volgde in 2016. Dat jaar was ze te zien in de Oscarwinnende film La La Land, de horrorfilm Blair Witch en in tien afleveringen van de komische serie Graves. In februari 2016 werd Hernandez ook gecast voor sciencefictionthriller Alien: Covenant (2017).